# Maia Bassa
Maia Bassa (Untermais in tedesco) è un distretto del comune di Merano.

## Geografia fisica
Maia Bassa si trova al sud del fiume Passirio. Ad est la via Winkel crea il confine tra Maia Bassa e Maia Alta (Obermais), ad ovest il confine viene creato dal fiume Adige, a sud si trova il distretto di Merano Sinigo (Sinich).

## Storia
Il nome Mais proviene da una stazione doganale romana, la statio Maiensis, che nel III secolo si trovava vicino alla foce del Passirio nell'Adige.
Il nome di Mais venne citato già nel 1095. Il monastero cistercense di Stams possedeva dei vasti possedimenti a Maia Bassa.

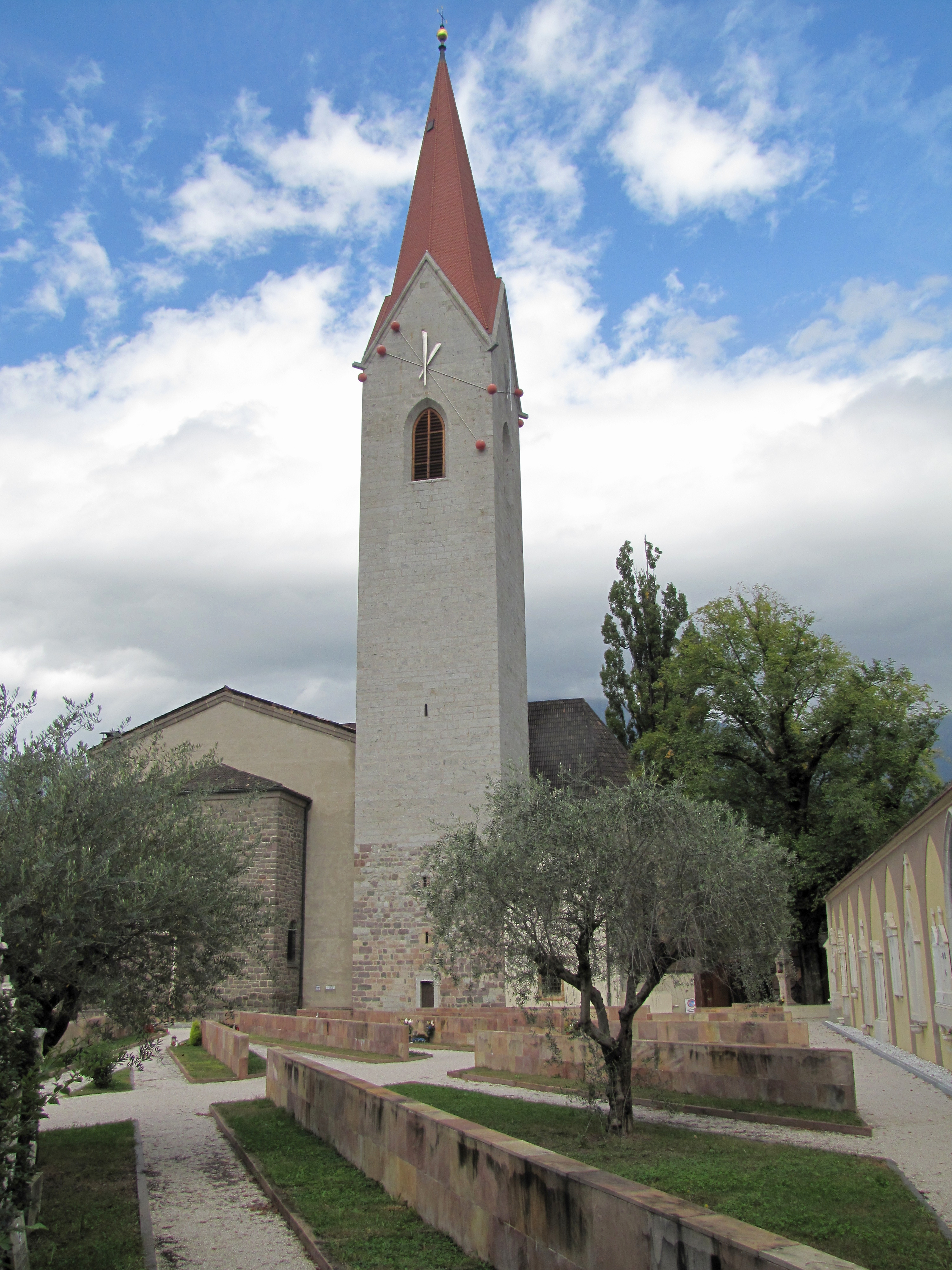
Chiesa di San Vigilio

Ancora oggi il monastero di Stams esercita funzioni pastorali nella chiesa di Maia Bassa. Con la rapida crescita di Merano come luogo di cura dopo il 1860, anche Maia Bassa conobbe uno sviluppo. Furono costruiti numerosi alberghi e pensioni, ancora prima della prima guerra mondiale. Nel 1906 fu costruito il nuovo municipio.

Il 24 settembre 1923 entrò in vigore un nuovo decreto con il quale Maia Bassa, Maia Alta e Quarazze furono incorporati nel comune di Merano.

## Monumenti e luoghi d'interesse

### Chiesa di Santo Spirito
La chiesa di Santo Spirito rappresenta uno dei più importanti esempi di gotico tedesco della zona.

### Chiesa di Santa Maria del Conforto
La chiesa di Santa Maria del Conforto è probabilmente la più antica della città.
Molto importanti sono i cicli di affreschi romanici e gotici che si trovano sia all'interno che all'esterno della chiesa.

### Chiesa parrocchiale di San Vigilio di Maia Bassa
La chiesa di Maia Bassa fu costruita nel XIII secolo. Dopo un incendio nel 1878 fu necessario ristrutturarla quasi completamente. La chiesa attuale, costruita su progetto di Clemens Holzmeister, risale al 1934-36. All'interno, la chiesa ospita un prezioso altare gotico e affreschi del XV secolo.

### Il municipio
Il vecchio municipio fu costruito nel 1906 e si trova in via Matteotti.

### L'ippodromo

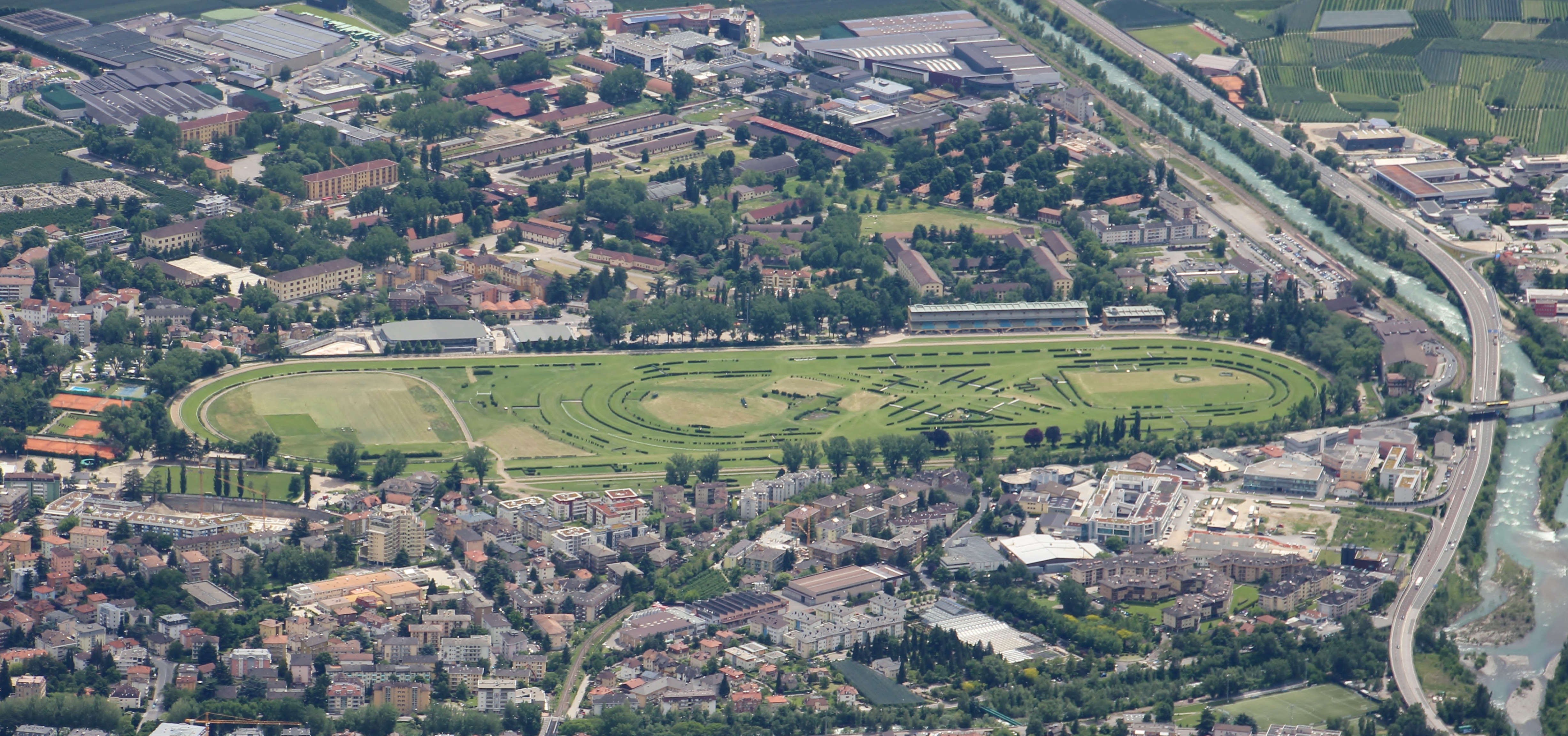
L'ippodromo di Maia

L'ippodromo di Merano è una delle piste più belle in Europa e si trova a Maia Bassa. La gara più importante dell'anno è il "Gran Premio Merano Forst". Ogni anno si svolge la quarta domenica di settembre. I'ippodromo che comprende un percorso di gara lungo 5 km e si estende per 5 ettari, è stato costruito nella prima metà del Novecento e inaugurato nel 1935. Grazie alla sua posizione favorevole tra il Mediterraneo e i paesi dell'Europa settentrionali e orientali, l'ippodromo è il luogo dove italiani, francesi, svizzeri, cechi, austriaci, tedeschi, polacchi, slovacchi e sloveni si incontrano per le diverse gare.